# 묘청
묘청(妙淸, ? ~ 1135년)은 고려 중기의 승려, 문신이다. 속성(俗姓)과 가계, 출가 도량 등은 전하지 않는다. 1126년 서경파 관료들의 추천으로 인종의 왕사가 되었다. 그는 서경 천도론을 주장했으나 개경파 귀족인 김부식 등의 반대로 무산되었고, 1135년 칭제건원을 하고 대위국을 수립하였으나 1년 만에 진압되었다. 금나라 정벌론과 서경 천도론을 내세웠으나 모두 무산되었고, 평양성의 궁궐 축성과 성곽 개수를 추진하였다. 그러나 개경파에 밀려서 천도론은 무산된다.
1135년(인종 13년) 묘청은 분사시랑(分司侍郞) 조광(趙匡)·병부상서 유담·사재소경(司宰小卿) 조창언(趙昌言)·안중영(安仲榮) 등과 함께 서경에서 거병한 뒤 군사를 보내어 절령(岊嶺) 길을 차단하고, 국호를 대위(大爲), 연호를 천개(天開), 군호(軍號)를 천견충의군(天遣忠義軍)이라 칭하고, 곧장 개경으로 진군하겠다고 밝힌다. 윤언이, 정지상 등과 함께 서경파의 지도자였다. 일명 정심(淨心)이라 불렸다. 서경 출신.

## 생애

### 생애 초반

#### 초기 활동
현재의 평양인 서경에서 출생했다. 그의 출생과 속성, 출가한 사찰 등은 전하지 않는다. 다만 평양 출신으로 어려서 승려가 되었다고 한다.
그는 불교 교리 외에도 도교의 비의에도 능통했는데, 1126년(인종 4)에 백수한이 검교소감(檢校少監)으로 서경에 파견되자 묘청을 스승이라 하고, 두 사람은 음양비술(陰陽秘術)을 사용하면서 백성들을 현혹 시켰다고 한다. 또한 당시 고려 사회에는 신라 말기 이래 풍수지리설이 크게 성행하고 있었기 때문에 묘청 등의 주장은 큰 호소력을 가지게 되었다.
그는 유교를 신봉하는 관료들의 사대적이고 유약한 태도를 비판하면서 칭제건원, 즉 중국처럼 왕을 황제라 부르고 연호도 중국 것이 아니라 독자적인 연호를 사용해야 한다고 했다. 그는 풍수지리사상에 입각하여 개경은 이미 지세가 다 했고, 서경의 임원역에 궁궐을 지으면 36방의 주변국들이 모두 머리를 조아릴 것이라며 왕을 설득했다.

#### 서경 천도론
서경천도론을 처음 내세운 사람은 묘청이었다. 그는 일관 백수한을 제자로 삼고 이른바 음양비술이라고 일컫는 풍수설을 바탕으로 서경 세력들을 규합하고 있었다. 그 결과 정지상을 비롯하여 내시낭중 김안, 홍이서, 이중부, 문공인, 임경청 등이 묘청의 풍수설에 매혹되었다.
묘청은 개경이 이미 업운이 쇠진하여 궁궐이 다 탄 것이라며 왕기가 서려 있는 서경으로 국도를 옮겨야 한다고 주장했다. 정지상을 비롯한 서경 세력은 서경천도론이 현실화될 경우 자신들이 조정의 중심이 될 것이라고 판단하고 정치의 활로를 모색하고 있던 인종에게 묘청을 천거하는 상소를 올린다.
| “ | 묘청은 성인이며, 그의 제자 백수한도 뛰어난 인물입니다. 그러니 그에게 국가의 대소사를 소상히 자문한 후에 정사를 처리한다면 반드시 국가의 태평성대를 보장받을 수 있을 것입니다. | ” |

정지상, 홍이서, 이중부, 문공인 등은 대신들에게 이 문건을 돌려 연판 서명을 받기 시작했으며, 평장사 김부식, 참지정사 임원개, 승선 이지저, 이공승 등을 제외한 중신들의 동의를 얻었다. 상소문이 제출된 후 인종은 묘청을 입궐토록 했다.

#### 금나라 정벌론
북방에서는 여진족이 힘을 길러 나라를 세우고 국호를 금(1115년)이라 한 다음 고려에게 형제 관계를 맺자고 하면서 스스로 형이라고 자처하고 있었다. 묘청은 이를 두고 당치도 않은 일이라며 금나라의 국서를 내칠 것을 주장했다.
여진족은 본래 압록강 연안 및 연해주 일대에 살면서 늘 고려에게 복속해오던 민족이다. 고려의 관료들은 이 같은 민족적 치욕을 당하면서도 소극적 태도를 취할 뿐이었다. 묘청은 서경 천도와 아울러 금나라를 정벌할 것을 주장했다. 묘청 이외에도 윤언이, 정지상, 백수한 등이 칭제건원과 북벌에 적극 동조했다.

### 왕사 시절

#### 입궐과 왕사 책봉
1127년(인종 5년) 묘청 등에게 깊이 현혹된 서경 출신 정지상의 추천으로 궁궐에 출입하였다. 인종은 그의 달변에 감탄하여 그를 왕사로 임명, 인종의 고문이 되었다. 당시의 고려 정계에서는 이자겸의 난 이후에 진보적인 성향을 띤 국학파(國學派) 세력과 보수적인 한학파(漢學派) 세력으로 분파 되어 있었다. 묘청은 정지상과 더불어 신진 관료들이 주축이 된 서경 세력의 일원이었다. 그는 도참설을 근거로 서경(西京) 천도 등의 정치 개혁과 금국정벌론을 펼쳤다.
정지상 등의 도움으로 묘청은 곧 인종의 총애와 함께 많은 사람들의 지지를 받게 되었고, 묘청의 건의를 받아들인 인종은 1127년(인종 5) 이후 서경에 자주 거둥하였다. 그 뒤 1128년(인종 6) 묘청이 진언하여 서경에 새 궁궐인 대화궁을 짓기 시작한다. 당시 인종도 이자겸과 난과 척준경의 난으로 궁궐이 소실되자 그해 11월부터 신궁 건설에 착수하게 되었으며, 1129년(인종 7)에 신궁이 완공되었다.
묘청은 여진족의 오만함을 응징해야 되며 금나라 정벌을 위해서는 수도를 개경에서 서경으로 천도해야 한다고 주장하였다. 그러나 김부식 등의 개경파는 실력이 부족함을 들어 현실적으로 실현이 불가능하다며 반대하였다. 인종은 묘청에게 국정의 어려움을 토로하며 왕실의 위엄을 살리고 태평성대를 개창할 방도가 없는지 문의하였다. 그러자 묘청은 국도를 옮겨야 한다고 주장하며 그 위치를 설정해 주었다.
| “ | 제가 보건대 서경 임원역의 땅은 음양가들이 말하는 대화세(大華勢)인데, 만약 이곳에 궁궐을 짓고 전하께서 옮겨 앉으시면 천하를 다스릴 수 있습니다. 또한 금나라가 공물을 바치고 스스로 항복할 것이고 주변의 26개 나라가 모두 조공하게 될 것입니다. | ” |

이자겸의 난을 겪으면서 인종은 개경의 귀족 세력이 왕권을 수호할 능력이 없다고 판단하고 있었다. 인종은 국도를 옮겨 왕실의 위상을 되찾고자 했는데, 마침 그때 개경의 지덕이 다하여 국도를 서경으로 옮기지 않으면 안된다는 주장이 대두됐다. 그리고 묘청의 주장은 그런 견해에 힘을 실어주었다.
묘청의 이 말에 귀가 솔깃해진 인종은 서경을 방문하여 묘청과 백수한에게 임원역의 지세를 보게 하고 궁궐을 신축하기 위해 1128년 11월 김안으로 하여금 공사를 감독하게 하였다. 그러나 이 때 개경에서도 왕궁 복구 작업이 한창이었기 때문에 엄동설한에 엄청난 인력이 동원되어 백성들의 원성이 높았다. 그럼에도 불구하고 인종은 공사를 독촉하였고, 1129년 2월 서경에 대화궁이 완성되었다.

#### 칭제건원론
묘청은 인종에게 금나라의 오만한 요구를 들어주지 말 것을 청하였다. 그러나 전쟁을 일으키려 하느냐며 개경 귀족들의 비난을 받게 된다.
1129년 2월 궁궐이 완성되었다는 소식을 들은 인종은 서경으로 행차하여 낙성식을 가졌다. 그때 묘청을 비롯한 서경세력은 표문을 올려 칭제건원(稱帝建元, 왕을 제라 칭하고 연호를 제정함)할 것을 권고하고, 주변국과 협공하여 금나라를 치자고 하였다. 그러나 중신들이 반대하여 이는 받아 들여지지 않았다.
대화궁 축성 후 인종은 한동안 서경에 머물렀다. 그런데 1130년 2월 서경 중흥사 탑이 화재를 당하는 사건이 발생했다. 이를 두고 대신들이 서경에 궁궐을 지으면 재난이 사라진다는 묘청의 말이 거짓임이 판명되었다고 떠들었다. 그러나 묘청은 이에 개의치 않고 대화궁 주변에 성을 쌓을 것을 주청하여 임원궁성을 건설하고, 궁성 내에 문수보살을 비롯한 여덟 보살을 안치시킨 팔성당(八聖堂)을 설치했다.

#### 서경 천도론과 실패
1131년(인종 9)에는 인종을 설복시켜 새 궁궐에 팔성당(八聖堂)을 신축하여 보살·석가·부동(不動) 등 8개의 상(像)을 그려서 안치시켰다. 이듬해 1132년 왕은 이자겸의 난으로 불타버린 채 있던 개경의 궁궐을 영수(營修)함에 있어 묘청과 그 일파들에게 궁터를 보게 하니, 묘청은 서경 천도를 목적으로 개경의 궁터가 서경의 그것보다 못하다고 역설하여 드디어 공사는 중지되고 왕은 묘청의 인도를 받으며 서경에 내려가 천도를 결정지으려 했으나, 김부식·이지저(李之底) 등 사대주의적인 개경의 귀족이 반대하여 중지되었다.

### 서경 천도 운동

#### 인종의 신뢰
그 후 인종은 다시 개경으로 가서 머물다가 1132년 왕궁이 수축되자 서경행을 결심한다. 묘청은 인종을 수행하여 서경까지 갔다. 왕궁을 수축하자 다시 서경으로 행차하였는데, 이때 갑자기 폭우가 쏟아지고 돌풍이 불기 시작했다. 이 때문에 인종을 태우고 가던 말들이 놀라 엉뚱한 곳으로 달려가 진창에 빠져버렸고, 호종하던 시종들은 왕의 행방을 잃고 찾아다니는 사태가 발생했다. 게다가 그날 밤 눈발이 날려 낙타가 죽고 말과 사람이 다치기도 했다. 서경 가는 길에 사고가 발생하자 개경파 귀족들에게 심한 비난을 받게 되었다.
이 사건으로 묘청을 배척하는 소리가 높아갔다. 1133년 직문하성 이중, 시어사 문공유 등이 상소하여 묘청을 비롯한 그 일당들을 멀리할 것을 상소하였지만 인종은 수용하지 않았다. 인종은 오히려 1134년 묘청을 삼중대통지 누각원사로 삼고 자색의 관복을 하사하였다. 인종의 신임을 확신한 묘청은 다시금 '칭제건원'을 상소하였지만 김부식이 이끄는 개경 세력의 반대로 받아 들여지지 않았다. 이렇게 되자 조정은 묘청이 이끄는 서경세력과 김부식이 이끄는 개경 세력으로 분리되어 치열한 혈전을 벌였다.
그러나 귀족들의 반대에 부딪힌 왕은 마음이 바뀌었다.

#### 대위국 운동
하지만 대화궁 건설 후 잇따라 계속된 재화 때문에 묘청의 입지는 많이 약화된 상태였다. 1134년 말 이에 따라 묘청을 위시한 서경 세력은 극약처방을 하지 않으면 안된다고 결정하고 인종에게 서경으로 행차할 것을 건의한다. 하지만 인종이 간관들의 반대에 부딪혀 서경 행차를 거부하자 1135년 1월 4일 그들은 군사를 일으켜 서경을 거점으로 반란을 일으켰다. 이 거병은 누가 처음 계획했는지 불확실하다.
묘청은 분사시랑 조광과 병부상서 유참, 사재감소경 조창언 등과 결탁하여 군사를 일으키고 국호를 대위, 연호를 천개라 하였으며 자신들의 군대를 천견충의군이라고 명명했다. 하지만 묘청을 왕으로 옹립하지는 않았다. 따라서 묘청의 반란은 왕을 교체하기 위한 역모가 아니라 개경세력을 제거하고 인종으로 하여금 서경천도를 실현 시키기 위한 정치적 행동이었음을 알 수 있다.
그러나 인종은 여전히 묘청을 신임하고 있었고, 그 덕택에 서경세력의 입지는 이자겸의 난 이전보다는 훨씬 강화된 상태였다. 그러나 거병을 일으켰고 결국 개경파로부터 역모로 공격 당하면서 입지는 급속도로 약화되었다.
묘청은 조광을 비롯한 서경의 문무대신들과 대화궁의 관풍전에서 전략을 짜고 몇 개의 조로 군사를 나누어 곧바로 개경을 공격하는 기습전을 펼치려 하였다. 하지만 이때까지 개경에서는 서경의 반란 소식을 접하지 못했다. 다만 서경측은 인편으로 백수한에게 묘청이 군대를 일으켰으며, 곧 개경의 역적들을 공격할 것이라고 알려주었을 뿐이었다. 백수한의 이 편지를 받고 그 내용을 인종에게 보고했다. 개경파 대신들은 묘청을 역적으로 몰고 그가 반란의 총지휘군이라 하였다.

### 진압과 최후
서경의 반란 소식이 사실임을 확인한 인종은 백관을 소집하고 회의 끝에 반란군을 토벌하기로 결정했다. 그래서 김부식을 원수로 임명하고 내시 유경심, 조진약, 황문상을 서경으로 급파하여 군사 행동을 중지할 것을 명령했다. 김부식의 대군이 출병했다는 소식이 전해지자 반란군 진영에서는 당황하기 시작했다. 그리고 개경군이 안북대도호부(안주)에 도착하면서 반란군 지역에 있던 많은 성들이 개경군에 호응하는 바람에 전세는 점차 대위국에 불리하게 진행되었다.
김부식은 그 순간을 놓치지 않고 반란군을 이끌던 장군들에게 항복을 종용했다. 이때 김부식을 원수로 하는 토벌군이 쳐들어오고 조광이 그를 참수 시켰다. 대위국은 1년 여를 더 버티다 고려군에게 패망하여 그 자취가 사라지게 되었다. 그의 시신은 서경성을 난입한 고려 병사에 의해 다시 부관참시된다. 사망 당시 그의 나이는 미상이었다.

### 사후
묘청의 난이 진압됨으로써 고려 조정 내의 서경세력은 완전히 몰락하였으며, 불교 세력도 상당히 쇠퇴하였다. 반대로 김부식을 위시한 개경의 문신 귀족들이 정권을 독점하게 되었다. 이로 인해 서경 세력과 개경의 문신 귀족 세력의 균형이 깨어져 문신 귀족 세력이 권력을 독점하는 현상이 일어났다.
후대에 묘청은 궁예와 함께 요사스러운 승려의 대명사로 낙인 찍혀서 비판의 소재가 되었다. 1920년대 역사학자 단재 신채호가 묘청의 난을 '조선역사 일천년래 제일대 사건'으로 지목하면서 묘청에 대한 재평가 여론이 나타나기 시작한다.

## 평가

### 신채호의 평가
단재 신채호는 이 사건에 대하여 '일천년래 대사건(一千年來大事件)'이라고 하며 묘청의 서경 천도운동을 크게 평가하였다. 그는 묘청과 그의 운동이 이후 사대와 주체의 기로에서 주체를 지향했다는 쪽의 평을 내렸으며, 대위국이 김부식 등의 도당에 의해 무참히 짓밟힌 것에 대하여 매우 비통해 하는 방향의 견해를 나타내었다.

민족사학자 신채호는 묘청의 운동을 낭불양가 대 한학파의 싸움이며, 독립당 대 사대당의 싸움이고, 진취사상 대 보수사상의 싸움으로 규정한 바 있다. 그는 '우리나라의 종교, 학술, 정치, 풍속이 사대주의의 노예가 된 원인이 바로 묘청의 서경 천도운동이 실패한 데 있다.'고 하면서, 이 사건이 바로 고대 이래 전통적으로 내려오던 '진취적이고 독립적인 자주사상이 사대적 유교사상으로 바뀌는 전환점'이라 했다. 그에 따르면 '낭·불 양가 대 유가, 국풍 대 한학파, 독립당 대 사대당, 진취사상 대 보수사상의 전쟁이며 전자의 대표는 묘청, 후자의 대표는 김부식이다.
그는 묘청의 난이 실패로 돌아감으로써 유가의 사대주의가 득세하여 고구려적인 기상을 잃어버리게 되었다고 애석해 하기도 했다.

### 묘청에 대한 비판
묘청은 간신이란 비판도 있다. 경과에서 보았듯, 자신의 군대마저 제대로 조직하지 못한 묘청에게 금국정벌론은 일종의 여론호도책이며, 묘청이 권력을 얻는 방식이나 세력을 규합하는 방법은 전형적인 간신의 방법이었다고 비판한다. 묘청과 정지상 등이 원했던 것은 단지 개경 귀족 세력이 독점한 권력을 서경 세력이 차지하는 것 뿐이라는 비판이다.
묘청과 서경 세력의 금나라 정벌론은 단순한 감상주의에 빠진 오판이거나, 아니면 서경 천도를 실현하기 위한 계책의 일환으로 보아야 할 것이다.
사실 서경과 개경은 고려에서 가장 중요한 2대 도시였다. 서경은 건국 초기부터 고려 태조가 중요시하게 여긴 장소였으나, 4대 광종 이후 고려 조정은 개경 귀족 세력이 장악하게 되고, 이에 불만을 품은 정지상 등 서경 세력이 마침 이자겸과 척준경의 난으로 기댈 곳을 찾던 인종에게 묘청과 도참설, 그리고 풍수지리설을 앞세워 권력을 자신들의 것으로 하고자 했을 뿐이라는 것이다. 묘청 일파가 세력을 강화하기 위해선 서경으로 수도 이전이 핵심이었다. 기득권 세력인 개경 문벌 귀족 세력의 강력한 영향력에서 벗어날 필요성이 있었기 때문이었다. 그에 대한 천도의 명분으로 내세운 것이 풍수지리설과 금국 정벌이었다. 인종 역시 이자겸의 난 이후 문벌 귀족에 대한 거부감이 심했고, 기득권 세력이 포진한 개경을 벗어나고자 했다. 이렇게 양자 간에 이해와 맞아 떨어져 일어난 것이 서경 천도운동이었던 것이다. 이를 간파한 개경 귀족 세력은 당연히 천도운동을 강력히 반대했다. 이 운동이 성공하면 당연히 자신들의 권력과 목숨이 위험해지는 것이기 때문이다.
이 과정에서 고생한 것은 백성들이었다. 개경 세력과 서경 세력의 권력투쟁은 백성들에게는 다른 나라 얘기일 뿐이었으나, 그들이 일으킨 대규모 공사와 전쟁에 희생된 것은 백성들이었다. 《고려사》에는 묘청이 엄동설한에 공사 독촉을 심하게 해 주민들의 원성이 자자했다고 당시의 신궁 공사 상황을 전한다. 그러나 농업이 생산의 근간이었던 당시 공역 동원은 농번기가 아니라 농한기, 곧 겨울에 하는 것이 상례였다. 다만 《고려사》는 조선 시대에 편찬된 책이므로, 묘청에 대해 다소 부정적인 인식을 가지고 있을 수 있음을 고려해야 한다.

#### 풍수설 의존
또한 서경 천도론을 내세우며 그가 풍수지리설에만 지나치게 의존하고 그 밖의 준비를 하지 않았다는 점도 비판의 대상이 되고 있다. 천도와 같은 국가적 대업을 단순히 풍수설에만 의존했다는 것도 문제였다. 보다 합리적이고 현실적인 논리를 곁들여 개경 세력의 입지를 약화 시켰다면 오히려 서경 천도론을 공론으로 이끌어 낼 수 있었을 것이기 때문이다. 게다가 자신들의 입김이 약해지고 있다고 해서 군사를 일으킨 것은 개경 세력의 입지만 강화시키는 꼴이었다. 묘청이 이를 주도했거나 묵인했거나 서경 세력의 약화를 불러왔다는 점도 비판의 대상이 된다.
당시 인종은 여전히 묘청을 신임하고 있었고, 그 덕택에 서경 세력의 입지는 이자겸의 난 이전보다는 훨씬 강화된 상태였다. 그런데 군사를 일으키는 극단적인 방법을 택하여 스스로 몰락의 길을 택했다는 것은 묘청을 위시한 서경 세력의 정치력이 형편 없었다는 것을 반증하고 있다.

## 같이 보기
| - 묘청의 서경천도운동 - 고려 인종 - 정지상 - 윤언이 - 김부식 - 신채호 - 신돈 | - 서경천도설 - 풍수지리학 - 백수한 - 이자겸 |

## 기타
묘청을 위시한 서경 세력의 주장에도 문제는 없지 않았다. 대금정벌론을 내세워 잃어버렸던 민족의 위상을 되찾으려는 노력은 높게 평가될 수 있으나 당시 국제 정세는 그것을 용납하지 않았고, 또 서경 천도의 당위성을 지나치게 풍수사상에만 의존한 것도 문제였다. 당시 국제 정세를 살펴보면 금나라가 요나라를 멸망시키고 다시 남하하여 송나라를 남쪽으로 몰아낸 상태였다. 말하자면 금나라는 중국 대륙의 절반을 차지할 만큼 막대한 군사력을 보유하고 있었다는 뜻이다. 특히나 금나라는 잘 훈련된 기마병을 주력 부대로 영토 확장 전쟁을 수행하고 있었는데 반해 고려군은 기마전술에 약했기 때문에 보병 중심으로 편제되어 있었다. 그런데 금나라를 침입하면 반드시 평원에서 전투를 벌여야 했는데 보병 중심의 고려군에겐 불리하였다. 보병 중심의 고려군이 기마병 중심의 금군을 이긴다는 것은 거의 불가능했다.